# Алга-Чуй
«Алга-Чуй» — киргизский футбольный клуб из города Токмак.

## История
Клуб основан не позднее 1992 года под названием «Спартак». В 1992 году после создания независимого чемпионата Кыргызстана был включён в Высшую лигу.
В первых трёх сезонах был одним из сильнейших клубов страны — становился серебряным (1993) и бронзовым (1994) призёром чемпионата, обладателем Кубка Кыргызстана (1994).
В 1994 году был переименован в «Ак-Марал». В 1995 году команда выступила не слишком удачно, не отобравшись в число 8 сильнейших команд, и по окончании сезона перестала участвовать в Высшей лиге.
Затем около 20 лет команды Токмака не выступали в соревнованиях высокого уровня. В этот период клуб принимал участие в Кубке Кыргызстана в 1996 и 2001 годах под названием «Ак-Марал» и в 2005 году под названием «Бурана».
В 2015 году клуб был возрождён под названием «Алга-Чуй» и включён в Северную зону Первой лиги.
В последующих 3-х сезонах клуб из Токмака занимал 6 и 5 места соответственно.

## Названия
- 1992—1993 — «Спартак».
- 1994—2001 — «Ак-Марал».
- 2004—2005 — «Бурана».
- 2008 — «Токмак».
- 2015—2018 — «Алга-Чуй».

## Тренеры
- Михаил Тягусов (1994)
- Александр Канцуров (1994)
- Ашот Вердоян (~2017-2018)[уточнить]